# فرودگاه تدیج
فرودگاه تدیج (به انگلیسی: Tadji Airport) یک فرودگاه با کد یاتا TAJ است . این فرودگاه در کشور پاپوآ گینه نو قرار دارد و در ارتفاع ۵ متری از سطح دریا واقع شده است.